# Шапка алмазная Ивана V Алексеевича
Шапка алмазная царя Ивана V Алексеевича (первого наряда, Алмазный венец) — царская регалия, которая хранится в Оружейной палате Московского кремля. Изготовлена в 1687 году, предположительный автор — Юрий Фробос.

## История
Это одна из двух шапок, которые были изготовлены около 1687 г. русскими мастерами Оружейной Палаты для Больших Нарядов братьев-соправителей.
Принадлежала царю Ивану V Алексеевичу. Парная ей — Шапка алмазная Петра I.
На изготовление двух чрезвычайно ценных корон пошёл драгоценный материал из некоторых украшений, что уже морально устарели для тех времен. Так, среди прочих был разобран «Большой венец» — трёхъярусная корона конца XVI столетия.
В конце 2010-х годов шапка подверглась масштабной реставрации (реставратор — Вадим Яковлев).
Во времена Российской империи эта шапка, в отличие от большинства других шапок русского царства, не имела какого-то геральдического предназначения.

## Описание
Корона (или как она ещё известна,) сделана по традиционному для того времени образцу Мономахова венца, но его отделка носит ярко выраженные роскошные барочные черты.
Корона имеет двойной металлический каркас. Внутренний представляет собой золотое чеканное полушарие, к которому прикреплён внешний каркас, который представляет собой сплошную плетёнку из золотых украшенных алмазами узоров. Пологи расположены в разных ракурсах, и бриллианты в них находятся в разных ракурсах. Поэтому при ярком свете блеск эти камешки «играют» своим блеском, переливаются ещё более впечатляюще. К нижней части внешнего каркаса присоединена диадема, которая состоит из 12 алмазных запон-узоров. Внешний корпус — двухъярусный, его венчает трёхпоясный полог с турмалином изнутри и бриллиантовый равноконечный крест.
К тулье короны прикреплён традиционный соболиный мех.
Пологи различного типа — двуглавые орлы, короны, многолепестковые розетки различной формы и размера. Всего золотой двухъярусный каркас короны содержит более чем 900 алмазов, не учитывая других камней. В 1702 г. корона была оценена в 15211 рублей.
Высота короны с крестом — 30,2 см, окружность по тулье — 66,5 см, вес без меха — 1,652 кг.